# Jō
Jō (杖:じょう) [dʑoː] é um bastão de aproximadamente 1,27 metros utilizado em artes marciais japonesas. As principais artes marciais japonesas que o jō é usado são o jōjutsu, o jōdō e o aikidō. O bastão de jō é menor que o bastão de bō.
É uma arma que serve tanto para defender como para atacar, podendo ser útil também para prolongar golpes ou sequências de golpes.

## Origem
A técnica do jō foi inventada por Musō Gonnosuke Katsuyoshi (夢想權之助勝吉), após ter sido derrotado pelo lendário mestre de armas e ronin Miyamoto Musashi (宮本 武蔵, 1584 – 13 de junho de 1645). Eles lutaram em duelo em alguma data entre 1608 e 1611, segundo Kenji Tokitsu. O Nitenki, documento que menciona o duelo, reconta:
"Quando Musashi estava em Edo, ele conheceu um adepto chamado Musō Gonnosuke, que pediu-o para lutar com ele. Gonnosuke usou uma espada de madeira. Musashi estava prestes a fazer uma pequena referência; ele pegou um pedaço de lenha. Gonnosuke o atacou sem mesmo fazer uma reverência, mas ele recebeu um golpe de Musashi que o fez cair. Ele se impressionou e partiu"

Um outro texto, o Kaijo Monogatari (datado de 1666) conta uma história diferente. Nele, Gonnosuke era um fanfarrão e um guerreiro imprudente que duela com Musashi para ver se o mesmo era tão bom quanto o pai na batalha. A luta ocorreu em Akashi, não em Edo, e Gonnosuke usou um bastão de 4 shaku (medida japonesa equivalente à 1,21 metros), reforçado com anéis de aço.
(Eventualmente pode chegar a 1,40 dependendo da altura do aikidoca)
Após sua derrota ele foi, então, para o Monte Homan-zan, em Chikuzen (perto de Fukuoka), onde ele praticou muito, modificando sua arma preferida de 4 shaku para 4 shaku e 2 sun - 1,27 metros comparados aos 1,21 anteriores. Essa escola foi chamada de Shintō Musō-ryū, por causa do treino anterior de Gonnosuke, embaixo do Sakurai Osuminokami Yoshikatsu de Shintō-ryū (técnica de luta).

## História subsequente
O uso de vários bastões como armas já existiam há um bom tempo antes que Musō Gonnosuke inventasse suas técnicas, mas sua escola, Shintō Musō-ryū, foi a primeira escola profissional que se dedicou a usar o jō contra mestre das armas.
Muitas koryū japonesas tradicionais ("antigas escolas" de artes marciais) usavam o jō como uma espada. O comprimento aprimorado do jō foi feito para lhe dar vantagem contra uma espada. Mais tarde sua construção de madeira permitiu que o lutador improvisasse o jō rapidamente de uma árvore, uma galho, ou outro tipo de pau.